# Bachorce
Bachorce – wieś w Polsce położona w województwie kujawsko-pomorskim, w powiecie inowrocławskim, w gminie Kruszwica.

## Podział administracyjny
W latach 1954–1959 wieś należała i była siedzibą władz gromady Bachorce, po jej zniesieniu w gromadzie Piecki. W latach 1975–1998 miejscowość administracyjnie należała do województwa bydgoskiego.

## Demografia
Według Narodowego Spisu Powszechnego (III 2011 r.) wieś liczyła 322 mieszkańców. Jest ósmą co do wielkości miejscowością gminy Kruszwica.

## Historia
Przed rokiem 1939 wieś znajdowała się na terenie powiatu Strzelno. W Bachorcach było 2 rolników, którzy mieli gospodarstwa o powierzchni powyżej 50 ha: Jan Grochowina (59 ha) i Jan Kmieć (57 ha). W Bachorcach było już wówczas rozwinięte rzemiosło:
- cieśle – T. Gorzycki, W. Gorzycki i Sz. Sulski
- kołodziej – L. Wyborski
- krawcy – J. Grzybowski, W. Grzybowski, Cz. Jaworski i S. Kwiatkowski, J. Mrówczyński
- murarze – J. Kościelny, J. Kuropatwiński, A. Kuropatwiński i Cz. Szczupak
- rzeźnik – F. Lewandowski
- szewcy – A. Paliwoda, W. Puchalski i J. Wibarski
- zegarmistrz – M. Jaranowski

We wsi była też restauracja J. Różyckiego, 2 wiatraki: Fr. Lewandowskiego i W. Stannego, sklep wielobranżowy P. Sołtysiaka oraz sprzedaż wyrobów tytoniowych A. Włódarka. Wieś w tym czasie zamieszkiwało 779 osób.